# Senta flammea
Espèce
Senta flammea, la Leucanie du roseau, est une espèce d'insectes lépidoptères (papillons de nuit) de la famille des Noctuidae. On les rencontre généralement en Europe (notamment en France, dans la péninsule Ibérique, dans les îles méditerranéennes, en Grèce et dans le sud de l'Italie) et aussi au Japon.
La chenille se nourrit du roseau commun (Phragmites australis).
Synonyme :
- Mythimna flammea.